# Johannes Heldén

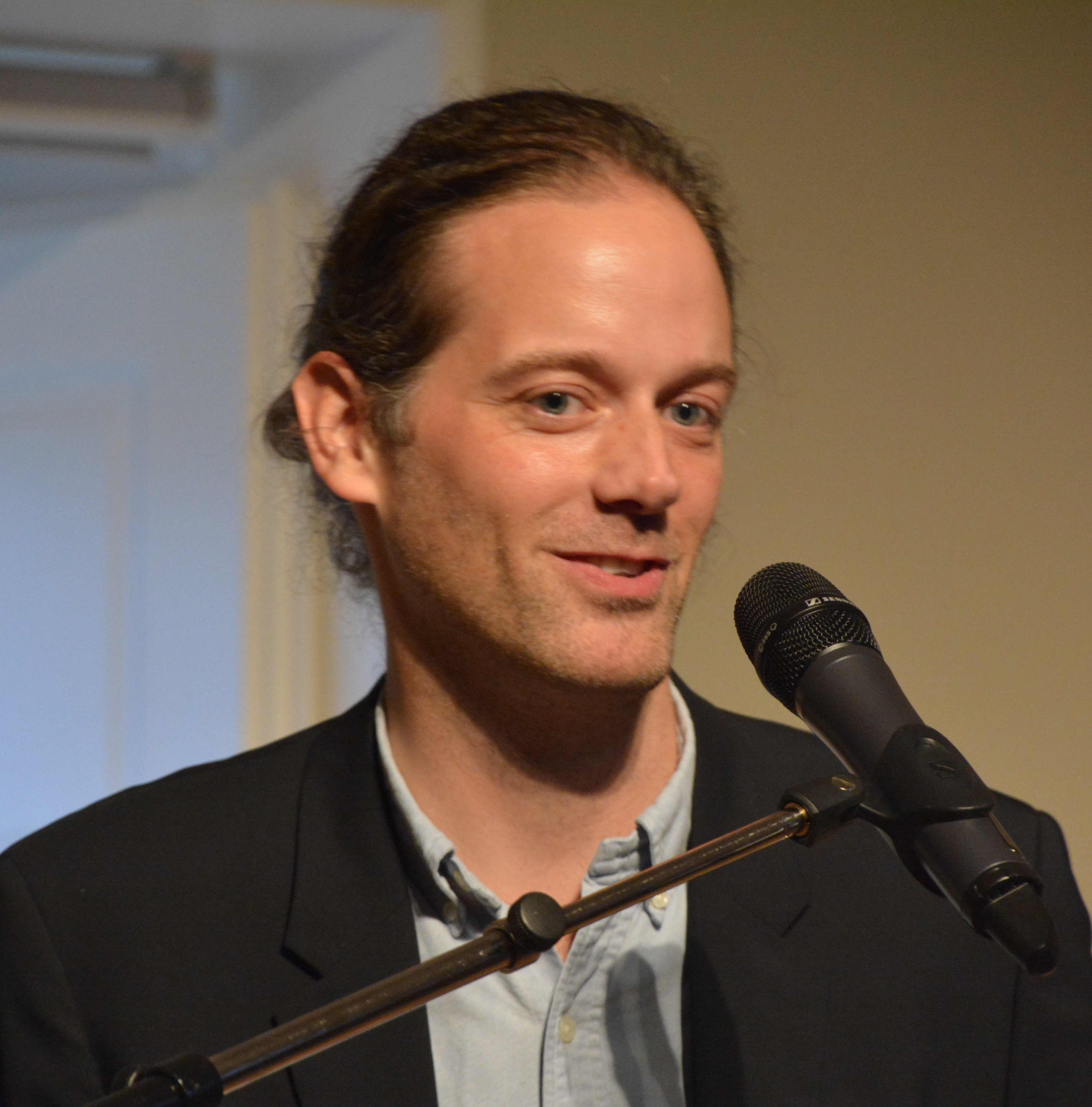
Johannes Heldén vid utdelandet av Åke Andréns konstnärsstipendium 2015.

Johannes Heldén, född 25 maj 1978, är en svensk poet, konstnär och musiker. 
Johannes Heldén växte upp i Katrineholm. Han är bland annat utbildad vid Valands konsthögskola i Göteborg 1999–2004.

## Digitala verk
- Primärdirektivet/The Prime Directive, Afsnit P, 2006
- Väljarna/Elect, Bonnierlyrik, 2008
- Entropi Edition, OEI editör, 2010
- Fabriken/The Factory, House of Foundation, 2013
- Evolution, med Håkan Jonson, 2013
- Encyclopedia, med Håkan Jonson, 2015
- Astroekologi, 2016

## Diskografi
- Sketchbook, Trente Oiseaux, 2002
- Destination: Rymden, iDEAL Recordings, 2004
- When the Ice is Leaving, Scandinavia is Burning, Firework Edition, 2006, tillsammans med Joachim Nordwall och Lasse Marhaug
- Title Sequence, iDEAL Recordings, 2010
- System 2, Irrlicht, 2013
- Takträdgårdar, OEI, 2017

## Priser och utmärkelser
- Maria Bonnier Dahlins stipendium 2007
- Kallebergerstipendiet 2010
- Ester Lindahls stipendium 2011
- Albert Bonniers stipendiefond för yngre och nyare författare 2014
- The N. Katherine Hayles Award 2014
- Svenska Kyrkans kulturstipendium 2014
- Åke Andréns konstnärsstipendium 2015[2]